# Gewächshaus-Dolchschnecke
Die Gewächshaus-Dolchschnecke (Zonitoides arboreus) ist eine Schneckenart aus der Unterordnung der Landlungenschnecken (Stylommatophora). Sie kommt ursprünglich in Nordamerika vor, wurde inzwischen aber auch nach Mitteleuropa verschleppt und kommt dort vor allem in oder in der Nähe von Gewächshäusern vor, wovon sich der Name ableitet.

## Merkmale
Das Gehäuse ist niedrig-kegelförmig und rechts gewunden. Es misst 4,5 bis 5 mm im Durchmesser, bei einer Höhe bis 3 mm. Es hat 4,5 eng gewundene Umgänge. Dadurch entsteht ein vergleichsweise enger Nabel. Das Gehäuse ist gelblichbraun und durchscheinend; außen fein unregelmäßig gestreift und glänzend.

## Vorkommen und Lebensweise
Die Art lebt in feuchten Biotopen im Wald. In Europa kommt sie vor allem in Gewächshäusern vor. Inzwischen haben sich anscheinend aber auch einige Freilandpopulationen etabliert. Die Art ernährt sich von welken und frischen Blättern verschiedener Pflanzen.

## Verbreitung
Die Art ist in Nordamerika heimisch. Sie ist inzwischen aber nach Europa, Australien,Kamtschatka, Japan, Island, Israel, Madeira, Südafrika und Hawaii verschleppt worden.